# Isla Federación
La isla Federación (del ruso: Остров Федерация, Óstrov Federátsiya) es un proyecto para un archipiélago artificial de 330 hectáreas (3,30 km²) que estará localizado en la costa de Sochi, en el mar Negro de la Federación Rusa. El conjunto de islas fue diseñado por Erick van Egeraat, recreara la silueta del mapa de Rusia (de ahí el nombre de Federación) y contará con residencias, hoteles, áreas culturales y recreativas. El proyecto completo costaría 6.200 millones de dólares y fue anunciado en el International Investment Forum 2007 y aprobado por el entonces presidente ruso Vladímir Putin. El proyecto será desarrollado por la empresa M-Industries de San Petersburgo en cooperación con las compañías neerlandesas Witteveen & Bos y Van Oord, comprenderá siete islas principales, más de una docena de islas privadas y tres islas rompeolas.